# گوزن‌ها (سرده)
گوزن‌ها (نام علمی: Cervus) نام یک سرده از زیرخانواده گوزنیان جهان قدیم است که عمدتاً بومی اورآسیا می‌باشند و البته یکی از گونه‌های آنها بومی شمال آفریقا و یکی دیگر هم بومی آمریکای شمالی است. طبقه‌بندی گونه‌های موجود در این سرده بسیار مبهم است. به طور سنتی سردهٔ گوزن‌ها شامل دو گونهٔ مرال و گوزن ژاپنی می‌شود اما بسیاری از مطالعات ژنتیکی نشان داده که انواع مرال و گوزن ژاپنی را باید چندین گونه متفاوت از هم دانست.